# Sporting Clube de Espinho
O Sporting Clube de Espinho é um clube português localizado na cidade de Espinho, distrito de Aveiro. O clube foi fundado em 11 de Novembro de 1914 e o seu atual presidente é João Rocha.

## Estádio
A equipa de Futebol do SC Espinho disputa os seus jogos caseiros no Campo Joaquim Domingos Maia, em Nogueira da Regedoura, concelho de Santa Maria da Feira.
Tem uma claque com nome de Desnorteados.

## Palmarés
- (1)  Segunda Liga 1991/92
- (1) II Divisão 2003/04
- (10) AF Aveiro Campeonato Regional: 1924–25, 1925–26, 1926–27, 1927–28, 1929–30, 1931–32, 1933–34, 1940–41, 1943–44 e 1944–45
- (4) AF Aveiro Campeonato de Elite: 1947-48, 1950-51, 1960-61, 2016/17
- (2) AF Aveiro Supertaça: 2016/17, 2024/25
- ( 1 ) AF Aveiro Taça: 2024/25
- (1) AF Porto Taça: 1917/18
- (1) 1.ª Divisão da AF Porto: 1922/23
- Vencedor da Taça Ribeiro dos Reis: 1966/67
- AF Aveiro – Campeonato Safina – Campeão da 1ª Divisão Distrital: 2016/17
- AF Aveiro - Campeão da 1ª Divisão Distrital Juniores Sub19 2021/22
- AF Aveiro - Campeão da 2ª Divisão Distrital Juvenis Sub17 2021/22 
  - Campeão da Liga de Honra (2.ª Divisão): 1991/92
  - Campeão da II Divisão B – Zona Centro: 2003/04 
    - 11 presenças na 1.ª Divisão: 1974/75, 1977/78, 1979/80, 1980/81, 1981/82, 1982/83, 1983/84, 1987/88, 1988/89, 1992/93 e 1996/97 
      - Melhores classificações: 6.º lugar (1987/88) e 7.º lugar (1979/80)

## Futebol

### Plantel Atual
- Atualizado em 12 de agosto de 2020.

### Histórico de Presenças
|                   | Nº Presenças    | Venceu |
| ----------------- | --------------- | ------ |
| Temporadas na 1ª  | 11              |        |
| Temporadas na 2ª  | 11              | 1      |
| Temporadas na 2ªB | 45 (a decorrer) |        |
| Temporadas na 3ª  | 2               |        |
| Taça de Portugal  | -               |        |
| Taça da Liga      | 0               |        |

### Palmarés
| Escalão                                             | Nº Presenças | Venceu | Melhor Classificação |
| I                                                   | 11           | 0      | -                    |
| II                                                  | 11           | 1      | 1º                   |
| III                                                 | 45           | -      | 1º                   |
| IV                                                  | 2            | -      | -                    |
| V                                                   | -            | -      | -                    |
| VI                                                  | -            | -      | -                    |
| VII                                                 | -            | -      | -                    |
| Taça de Portugal                                    | -            | -      | -                    |
| Taça da Liga                                        | 0            | 0      | Nunca participou     |
| inclui época ____/____; - informação não disponível |              |        |                      |

 Nota:  A partir de 2013/2014, a II Divisão passa a denominar-se Campeonato Nacional de Seniores.

## Voleibol
O Sporting Clube de Espinho é uma equipa portuguesa de voleibol masculino da cidade de Espinho, distrito de Aveiro. Atualmente disputa o Campeonato Português de Voleibol Masculino.

### Conquistas
O Sporting de Espinho é a equipa portuguesa com mais troféus juntamente com o SL Benfica.
Campeonato Nacional: 18
1956/57, 1958/59, 1960/61, 1962/63, 1964/65, 1984/85, 1986/87, 1994/95, 1995/96, 1996/97, 1997/98, 1998/99, 1999/00, 2005/06, 2006/07, 2008/09, 2009/10, 2011/2012
Os títulos de campeão de 1994/95 até 1999/00 (6 campeonatos) são a 2ª maior série de vitórias consecutivas no campeonato português.
Taça de Portugal: 12
1964/65, 1980/81 1983/84, 1984/85, 1995/96, 1996/97, 1997/98, 1998/99, 1999/00, 2000/01, 2007/08, 2016/17
Supertaça de Portugal: 5
1994, 1996, 1997, 1999, 2017
CEV Top Teams Cup (Taça dos Clubes de Topo): 1
2000/01
Na época seguinte, 2001/02, acabou na segunda posição.

## Outras modalidades
Andebol
- 5 presenças na 1.ª Divisão: 1978/79, 1979/80, 1980/81, 1981/82 e 1982/83
- 1 Campeonato Nacional da 2.ª Divisão: 1977/78

Atletismo
- O atleta do SCE António Leitão conquista a medalha de bronze nos 1500 metros do Europeu de Juniores, em Bydgoszcz (Polónia): 1979
- Várias vitórias individuais e coletivas em provas de meio-fundo, fundo e corta-mato

Boccia
- João Pinto, atleta do SCE, sagra-se Campeão de Portugal Individual e Campeão Nacional Individual (BC1): 2014

Futsal
- 1 Taça de Portugal: 1995/96
- Vice-campeão nacional: 1994/95

Natação Adaptada
- Vera Cardoso, atleta do SCE, obtém 3 recordes nacionais de 25m Costas, 50m Livres e 25m Livres, em Benjamins: 2013
- Vera Cardoso obtém o recorde nacional de 25m Costas, 50m Livres e 50m Costas, em Benjamins: 2012

Tiro à bala
- Vice-campeões Nacionais: 1934
- Campeões Distritais de Aveiro em pistola de guerra e arma livre: 1933 e 1934